# Roosevelt (hrabstwo Burnett)
Roosevelt – miasto w Stanach Zjednoczonych, w stanie Wisconsin, w hrabstwie Burnett.